# Xinyang
Xinyang (em chinês 信陽)  é uma cidade da República Popular da China, localizada na província de Honã. Tem cerca de 1 milhão e 6 108 683 habitantes(2010).

## Personalidades
- Han Suyin, escritora e médica